# Copa Norte de Rugby XV
A Copa Norte de Rugby é a competição regional para a disputa de Rugby Union envolvendo equipes da Região Norte do Brasil. O torneio é organizado pela Liga Norte de Rugby, ainda em caráter amador, que atualmente conta com 15 clubes filiados e com a chancela da CBRu, entidade máxima nacional de Rugby Union.

## A Copa
A primeira edição foi disputada no ano de 2012 entre equipes dos estados do Amazonas e Rondônia. Posteriormente, por questões de logística, a única equipe rondoniense apta às disputas se filiou à Copa Brasil Central de Rugby retirando a participação deste estado do torneio, além destes, o estado do Tocantins também optou por disputar no Centro-Oeste. Atualmente a Copa Norte conta com equipes do Amazonas, do Pará, do Acre e de Roraima, sendo que o GRUA, time da Universidade do Amazonas, foi campeão de todas as edições disputadas até aqui.
A disputa definia o representante da região na Copa do Brasil de Rugby, que era a principal porta de entrada para chegar à principal competição de rugby do Brasil, o Campeonato Brasileiro de Rugby, conhecido como Super 8.

### Formato de disputa
De 2012 até 2014 o torneio era disputado em uma cidade sede, em 2012 e 2014 a sede foi Manaus, em 2013 a sede foi Porto Velho. O sistema adotado era o de todos contra todos em partida única das cidades sede.
Em 2015 o torneio passou a ser organizado pela Liga Norte de Rugby, que organizou um torneio disputado em jogos de ida e volta:
- 1ª Fase- seis times disputam em três confrontos de ida e volta por três vagas diretas, o melhor perdedor será o quarto time nas semifinais.
- Semifinais – Será disputada entre as quatro equipes, com as partidas sendo realizadas em Belém e Rio Branco.
- Final – A grande final será realizada em Manaus, a princípio planejada para o Estádio Municipal Carlos Zamith, com a recusa da SEJEL, órgão que administra o estádio, a partida foi relegada ao Mini Campus da UFAM, campo tradicional do Rugby Manauara.

### Transmissão
Em 2015, pela primeira vez na história, a final da competição foi transmitida pelo canal regional AmazonSat e online pelo Portal Amazônia  A realização da transmissão foi um marco na história do Rugby Nacional, que mesmo na sua principal competição, possui poucos holofotes da imprensa nacional.

## Decisões
| Ano  | Data                | Campeão | Resultado | Vice              | Local                   |
| ---- | ------------------- | ------- | --------- | ----------------- | ----------------------- |
| 2012 | 10 de Junho de 2012 | GRUA    | 62 x 0    | Porto Velho Rugby | Campus da UFAM (Manaus) |
| 2013 | 19 de Maio de 2013  | GRUA    | 28 x 10   | Porto Velho Rugby | Porto Velho             |
| 2014 | 3 de Maio de 2014   | GRUA    | 46 x 0    | Porto Velho Rugby | Campo do IFAM (Manaus)  |
| 2015 | 20 de Junho de 2015 | GRUA    | 97x5      | Acemira Rugby     | Campus da UFAM (Manaus) |

## Campeões
| Ano  | Campeão | Vice              | 3º Lugar           |
| ---- | ------- | ----------------- | ------------------ |
| 2012 | GRUA    | Porto Velho Rugby | Guerreiros Korubo  |
| 2013 | GRUA    | Porto Velho Rugby | Amazonas Rugby     |
| 2014 | GRUA    | Porto Velho Rugby | Guerreiros Korubo  |
| 2015 | GRUA    | Acemira Rugby     | Makuxi Rugby Clube |

## Clubes que participaram
| Equipe                                 | Fundação               | Cidade              | Estado   |
| -------------------------------------- | ---------------------- | ------------------- | -------- |
| Amazonas Rugby Facebook                |                        | Manaus              | Amazonas |
| Guerreiros Korubo Facebook             | 1998                   | Manaus              | Amazonas |
| GRUAFacebook                           | 17 de agosto de 1995   | Manaus              | Amazonas |
| Parintins Rugby Club Facebook          | 17 de maio de 2011     | Parintins           | Amazonas |
| Picanha's Beer Rugby Club Facebook     | 12 de dezembro de 2010 | Manaus              | Amazonas |
| Porto Velho Rugby (PVH Rugby) Facebook | 1 de janeiro de 2011   | Porto Velho         | Rondônia |
| Acemira Rugby                          | 2011                   | Belém               | Pará     |
| Japuaçu Rugby                          | 2013                   | Belém               | Pará     |
| Rio Branco Sucuris                     | 2013                   | Rio Branco          | Acre     |
| Makuxi Rugby ClubeFacebook             | 2013                   | Boa Vista (Roraima) | Roraima  |